# Mariano Grondona
Mariano Carlos Grondona (Buenos Aires, 19 de octubre de 1932) es un abogado, sociólogo y
conductor de radio y televisión argentino.

## Biografía

### Niñez y juventud
Hijo de Mariano Grondona y María Emilia Poggio, fue criado por sus abuelos en el barrio de Recoleta de la ciudad de Buenos Aires luego de la muerte de su padre. Egresó del Colegio Champagnat en 1949 e ingresó en un seminario para convertirse en sacerdote, pero desistió a los seis meses.
En 1952, a los 20 años, se convirtió en uno de los dirigentes de un grupo universitario de oposición al gobierno peronista.
En 1953, Grondona participó de un atentado terrorista en Plaza de Mayo, según reconoció públicamente en su programa de televisión Hora Clave en 2008. El atentado consistió en la detonación de dos bombas mientras se realizaba un acto sindical organizado por la Confederación General del Trabajo (CGT) en la Plaza de Mayo (frente a la Casa de Gobierno). Como resultado murieron seis personas y más de 90 quedaron heridas, entre ellos 19 mutilados.
En 1955, como militante nacionalista católico participó del alzamiento y bombardeo de la Plaza de Mayo, con el objetivo de derrocar a Perón. Este suceso derivó en el asesinato de más de 308 personas.  
Se recibió de abogado por la Universidad de Buenos Aires (UBA), donde se doctoró hacia 1969. Tiene estudios de posgrado en sociología en la Universidad de Madrid. Es miembro de la Academia Nacional de Periodismo.

### Trayectoria como periodista
Grondona trabajó en los años 1960 en las revistas Mil Palabras, Todo, La Macha y, en los años 1970, en el diario El Mundo y dirigió además el semanario Carta Política, desde donde apoyó el golpe de Estado de 1976. Grondona dirigió una revista latinoamericana, Visión, entre 1978 y 1995 y en 2009. 

#### Durante los golpes militares contra Frondizi e Illia
En septiembre de 1962, luego del golpe de Estado que derrocó al gobierno de Arturo Frondizi, Grondona fue el autor del Comunicado 150, una proclama del «sector Azul» de las Fuerzas Armadas, encabezado por el futuro dictador Juan Carlos Onganía, enfrentado entonces al «sector Colorado» acerca de la actitud a tomar con respecto al retorno a la constitucionalidad.
Con respecto a ese comunicado, Grondona reconoce:

"Hubo un momento en que los azules vieron que, a menos que hicieran un pronunciamiento militar, los colorados se iban a consolidar; y mis amigos en la Escuela Superior de Guerra ―donde yo era profesor y también los coroneles azules (Julio Aguirre, Lanusse, Levingston, Laprida, Nevares, no quiero olvidar a nadie, Sánchez de Bustamante, López Aufranc)― me pidieron que hiciera una proclama. Yo escribí la proclama".
Mariano Grondona

Durante la dictadura militar de Onganía, las columnas editoriales de actualidad escritas por Mariano Grondona para la revista Primera Plana, desde su incorporación en junio de 1964 hasta el 30 de junio de 1966, y sus notas periodísticas en las revistas Confirmado y Todo, reflejaron la posición política de Grondona, tendiente a desacreditar la acción del gobierno de Illia y prestigiar el golpe de Estado y el encumbramiento de un nuevo líder militar como respuesta a la presunta crisis argentina.
Fue un firme partidario del golpe de Estado por el que Onganía derrocó al presidente democrático radical Arturo Illia el 28 de junio de 1966. Grondona mostró una actitud decidida a favor de la dictadura militar de Onganía. Es así que escribió en la revista Primera Plana, en el número del 30 de junio de 1966:

"...Arturo Illia no comprendió (...) que las Fuerzas Armadas, dándole el Gobierno, retenían el poder. El poder seguía allí, en torno de un hombre solitario y silencioso (...). El Gobierno y el poder se reconcilian, y la Nación recobra su destino".
Mariano Grondona

Con respecto a la intervención de las universidades llevada adelante por el gobierno de Onganía, que incluyó una fuerte represión de estudiantes y profesores en lo que se conoció como la Noche de los Bastones Largos, Grondona consideró en ese tiempo que "...con la intervención, el Gobierno aseguró la disciplina y orden del trabajo universitario".[cita requerida] Grondona afirmó posteriormente que había tratado de que Onganía se convirtiera "en un De Gaulle", pero que en su lugar había conseguido a "un Franco".[cita requerida]

#### Durante la última dictadura militar
Durante la última dictadura militar argentina, Grondona dirigía el mensuario Carta Política, que apoyaba a la dictadura. Firmaba sus editoriales en El Cronista Comercial bajo el seudónimo de Guicciardini, que fue un historiador y político italiano que impuso la idea de la "Razón de Estado": el recurso de la fuerza utilizada como instrumento excepcional para garantizar el orden en la sociedad. Tras el golpe, escribió que "el 24 de marzo aparece en escena un grupo de hombre atípicos en relación con la tradición reciente: una nueva generación militar […]".[cita requerida]
Cuando llegó la visita de la Comisión Interamericana de Derechos Humanos Grondona escribió, bajo seudónimo, lo siguiente:

"El Estado, en verdad, puede violar los derechos humanos de dos modos: por abusos o por ausencias de poder. En el primer caso es el responsable directo del entuerto. En el segundo es el responsable indirecto porque admite con su pasividad que el subversivo se enseñoree del campo y administre el miedo. Desde los tiempo más antiguos la doctrina política ha aceptado que hay solamente una situación peor que la tiranía: la anarquía. En la anarquía no hay un tirano sino miles. Por evitarlos, por obrar de otra manera, por creer que el derecho a la seguridad es un derecho humano que el Estado debe proteger, los argentinos recibimos hoy la visita de la CIDH. Esto es lo malo. Que están aquí porque somos derechos y humanos".
Mariano Grondona[cita requerida]

En agosto de 1976 Mariano Grondona y su mujer Elena Lynch fueron secuestrados por un grupo de tareas y liberados a las pocas horas. 
En 1977 fue controvertida su actitud segregacionista; Grondona escribía entonces en el artículo de tapa «Los judíos» en la revista Carta política (dirigida por él mismo, en Buenos Aires) que en países en formación como la Argentina se hacía necesaria una homogeneidad étnica y religiosa para poder construir la nación. Según Grondona, los judíos, al ser una minoría, debían optar por el exilio o la conversión.
Refiriéndose al período de la dictadura cívico-militar argentina de 1976 a 1983, Grondona afirmó en su programa Hora clave del 16 de marzo de 2003 que "lo racional en toda guerra es estar al lado de los ganadores."[cita requerida]
Grondona publicó en el mensuario Carta Política de abril de 1978 lo siguiente:

"El pronunciamiento militar del 24 de marzo [de 1976], sus decisiones e instituciones fundamentales. No los pongamos en duda hacia el futuro. Elaboremos a partir de ellos el futuro. Que la república civil nazca entonces de la república militar, sin solución de continuidad. Que no haga falta ningún referéndum ni plebiscito ni reforma constitucional para saltar hacia una legitimidad distinta del acto revolucionario del 24 de marzo. Que ese acto sea, por el contrario, la primera letra de una nueva palabra institucional. No ya la palabra salida constitucional, sino la palabra desarrollo o encauzamiento constitucional. Que no se diga que necesitamos una nueva constitución hacia la cual hay que salir. Esa constitución ya la tenemos: son los actos fundamentales de marzo..."
Mariano Grondona[cita requerida]

#### Décadas de 1980 y 1990
Entre 1987 y 1996 fue el redactor de noticias internacionales del diario Crónica, y más tarde retornó a su actividad de columnista político en el mismo periódico, que había desarrollado entre 1959 y 1962, y que siguió desempeñando desde 1996 hasta 2014.
En televisión se desempeñó junto a Bernardo Neustadt en la conducción de la opinión política del programa periodístico de televisión Tiempo nuevo, hasta que la dupla se separó en 1989. 
En 1989, comenzó a conducir su propio programa semanal, Hora Clave, que en ese entonces se emitía por Canal 11 y luego pasó a Canal 9 a partir de 1992. Según el escritor Martín Sivak, "a pesar de que apoyaba las transformaciones [del gobierno de Menem], Grondona prefirió mantener cierta distancia del gobierno. Uno de los modos de hacerlo fue abrir Hora Clave a los más furiosos opositores”. En especial Grondona criticó la corrupción del gobierno menemista.
En el programa realizó entrevistas que tuvieron un impacto en la opinión pública y en el gobierno de turno. En 1995 entrevistó al exmilitar Adolfo  Scilingo, quien reconoció haber participado de los «vuelos de la muerte» y dijo que "volvería a hacerlo". Ese mismo año la diputada formoseña Martha Meza declaró que tenía un hijo extramatrimonial con Carlos Menem. Menem dijo con respecto a Grondona: "No quisiera hablar de un personaje que se dice periodista, que estuvo conviviendo con los regímenes totalitarios, que no abrió la boca para defender a aquellos que íbamos presos o que éramos perseguidos o torturados, que declaró persona del año a José López Rega."

#### Actividad posterior
Durante la década de 2000 realizó dos programas de radio, Las claves del día y Pensando con Mariano Grondona.
Integró la Asociación de Periodistas, junto a una docena de periodistas argentinos, que también se ocupó de la situación de la libertad de prensa en países de la región.[cita requerida]
En mayo de 2012 sufrió un ACV que lo alejó de la radio y la TV hasta julio de ese año. Quedó con secuelas visibles: dificultades para caminar y problemas de movilidad en su pierna derecha y una de sus manos. Volvió a la televisión con su programa Hora clave por Crónica TV y fue acompañado en la conducción por Pablo Rossi hasta 2016, cuando el programa terminó de forma definitiva. En 2013 anunció el pase de su programa radial de Radio 10 a Radio AM 750, del que se retiró unos años después por sus problemas de salud.

### Trayectoria académica
A comienzos de los años 1980 fue profesor en la Escuela Superior de Guerra (Buenos Aires).
Entre 1987 y 1999 fue profesor titular de Teoría del Estado en la Universidad de Buenos Aires.
Fue profesor visitante en la Universidad de Harvard, donde brindó un curso en el Centro de Asuntos Internacionales, en 1985, y en el Departamento de Gobierno, donde dictó el curso «Los valores y el desarrollo» (1988-1990). Entre 1988 y 1991 fue investigador asociado al Centro de Asuntos Internacionales de esa universidad.
Desde el 2000 es profesor titular de Ciencias Políticas en la Universidad del CEMA.

## Pensamiento político
Grondona ha sido catalogado como un liberal-conservador y de derecha, con un fuerte componente católico que lo diferenciaba de otros representantes de derecha, como el fallecido Álvaro Alsogaray. De pensamiento antiperonista, Grondona participó de atentados contra el gobierno de Juan Domingo Perón en 1953 y 1955. En materia de política exterior argentina, está a favor de la alineación con los Estados Unidos.[cita requerida]
A partir de los años 90 y hasta los años 2000, hizo público su arrepentimiento por haber cometido «errores históricos», publicando reiteradas y minuciosas autocríticas acerca de su visión y apoyo a los distintos gobiernos de facto que gobernaron la argentina entre 1966 y 1983, comprometiéndose con los valores constitucionales e institucionales.
En su programa Hora clave del 10 de diciembre de 2006 ―día de la muerte de Augusto Pinochet―, dijo:

"Si no fuera por Augusto Pinochet, Chile sería Cuba. [...] Yo puedo entender que alguien que tiene una ideología fascista viva acorde a lo que él considere sus principios, [...] pero lo que me defraudó realmente, fue que tuviera cuentas en Suiza; ¡eso es inadmisible!"
Mariano Grondona

## Polémicas del periodista
A lo largo de su extensa trayectoria, Mariano Grondona ha sido objeto de críticas y controversias derivadas de sus posiciones políticas, vínculos con gobiernos de facto y declaraciones públicas.

### Participación en atentados contra el peronismo
En su programa Hora Clave de 2008, Grondona reconoció haber participado del Atentado terrorista del 15 de abril de 1953 en Plaza de Mayo, en el que dos bombas explotaron durante un acto de la CGT dejando seis muertos y más de 90 heridos. También fue señalado como partícipe del bombardeo de 1955, que causó más de 300 víctimas fatales.

### Apoyo a golpes de Estado
Grondona respaldó públicamente el Golpe de Estado en Argentina de 1966, escribiendo en Primera Plana que la asunción de Juan Carlos Onganía reconciliaba "gobierno y poder" y devolvía "el destino" a la Nación. En la revista Carta Política, que dirigía durante la última dictadura militar, defendió la legitimidad del 24 de marzo de 1976 como acto fundacional de un nuevo orden institucional.

### Declaraciones discriminatorias
En 1977 publicó en Carta Política un artículo titulado «Los judíos» en el que afirmaba que, para países en formación como la Argentina, era necesaria una homogeneidad étnica y religiosa, y que los judíos debían optar por la conversión o el exilio. Estas declaraciones fueron posteriormente repudiadas por organizaciones de derechos humanos y entidades de la comunidad judía.

### Frases polémicas sobre derechos humanos
En relación con la represión ilegal, sostuvo en 2003 que “lo racional en toda guerra es estar al lado de los ganadores” y en la dictadura escribió, bajo seudónimo, que “lo malo” de la visita de la CIDH era que ocurría porque “somos derechos y humanos”, frase que luego sería asociada a la propaganda oficial del régimen militar.

### Relación con Carlos Menem
Durante la presidencia de Carlos Menem, mantuvo una posición ambivalente: si bien apoyó algunas reformas económicas, abrió su programa a opositores críticos del gobierno. Menem, sin embargo, lo acusó públicamente de haber convivido con “regímenes totalitarios” y de no defender a perseguidos durante las dictaduras.

## Obra
- Política y gobierno. Buenos Aires: Columba, 1962.
- La Argentina en el tiempo y el mundo. Buenos Aires: Sudamericana, 1967.
- Los dos poderes. Buenos Aires: Emecé, 1973.
- La construcción de la democracia. Buenos Aires: Eudeba, 1973.
- Los pensadores de la libertad. Buenos Aires: Sudamericana, 1986.
- Bajo el imperio de las ideas morales. Buenos Aires: Sudamericana, 1987.
- Values and development. Harvard University: Source Book, 1988.
- Towards a theory of development. Harvard University: Author's Workshop, 1990.
- El posliberalismo. Buenos Aires: Planeta, 1993.
- La corrupción. Buenos Aires: Planeta, 1993.
- La Argentina como vocación. Buenos Aires: Planeta, 1995.
- El mundo en clave (sus columnas de temas de «Internacionales» en el diario La Nación). Buenos Aires: Planeta, 1996.
- Condiciones culturales del desarrollo económico. Buenos Aires: Planeta, 1999.
- El poskirchnerismo, las políticas de las nuevas generaciones. Buenos Aires: Planeta, 2009.
- El desarrollo político. Buenos Aires: Sudamericana, 2011.

## Premios
Recibió varios premios por su labor en los medios:
- Premios Martín Fierro.
- Premios Broadcasting.
- 1987: Diploma al Mérito Konex en «Análisis político».[22]
- 1997: Premio Konex de Brillante en «Comunicación y Periodismo».[22]